# Englische Frauen-Cricket-Nationalmannschaft in Indien in der Saison 2023/24
Die Tour der englischen Frauen-Cricket-Nationalmannschaft nach Indien in der Saison 2023/24 fand vom 6. bis zum 17. Dezember 2023 statt. Die internationale Cricket-Tour war Bestandteil der Internationalen Cricket-Saison 2023/24 und umfasste einen WTest und drei WTwenty20s. England gewann die WTwenty20-Serie 2–1, während Indien den WTest gewann.

## Vorgeschichte
Für beide Mannschaften war es die erste Tour der Saison. Das letzte Aufeinandertreffen der beiden Mannschaften bei einer Tour fand in der Saison 2022 in England statt.

## Stadien
Die folgenden Stadien wurden für die Austragung der Tour ausgewählt.
| Stadion          | Stadt       | Kapazität | Spiele       |
| ---------------- | ----------- | --------- | ------------ |
| Wankhede Stadium | Mumbai      | 33.108    | 1. – 3. WT20 |
| DY Patil Stadium | Navi Mumbai | 45.300    | 1. WTest     |

## Kaderlisten
England benannte seine Kader am 10. November 2023.
Indien benannte seine Kader am 1. Dezember 2023.
| WTest | WTest | WTwenty20 | WTwenty20 |
| Indien | England | Indien | England |
| --- | --- | --- | --- |
| - Harmanpreet Kaur (K) - Smriti Mandhana (VK) - Yastika Bhatia (wk) - Harleen Deol - Richa Ghosh (wk) - Rajeshwari Gayakwad - Saika Ishaque - Jemimah Rodrigues - Deepti Sharma - Meghna Singh - Titas Sadhu - Satheesh Shubha - Renuka Singh - Sneh Rana - Pooja Vastrakar - Shafali Verma | - Heather Knight (K) - Tammy Beaumont - Lauren Bell - Maia Bouchier - Alice Capsey - Kate Cross - Charlie Dean - Sophia Dunkley - Sophie Ecclestone - Lauren Filer - Kirstie Gordon - Bess Heath (wk) - Amy Jones (wk) - Emma Lamb - Natalie Sciver-Brunt - Danni Wyatt | - Harmanpreet Kaur (K) - Smriti Mandhana (VK) - Yastika Bhatia (wk) - Kanika Ahuja - Richa Ghosh (wk) - Saika Ishaque - Amanjot Kaur - Mannat Kashyap - Shreyanka Patil - Minnu Mani - Jemimah Rodrigues - Deepti Sharma - Titas Sadhu - Renuka Singh - Pooja Vastrakar - Shafali Verma | - Heather Knight (K) - Lauren Bell - Maia Bouchier - Alice Capsey - Charlie Dean - Sophia Dunkley - Mahika Gaur - Danielle Gibson - Sarah Glenn - Bess Heath (wk) - Amy Jones (wk) - Freya Kemp - Natalie Sciver-Brunt - Danni Wyatt |

## Women’s Twenty20 Internationals

### Erstes WTwenty20 in Mumbai
| 6. Dezember Scorecard | Mumbai | England 197-6 (20)          | – | Indien 159-6 (20) |
|                       |        | England gewinnt mit 38 Runs |   |                   |

Indien gewann den Münzwurf und entschied sich als Feldmannschaft zu beginnen. Als Spielerin des Spiels wurde Natalie Sciver-Brunt ausgezeichnet.

### Zweites WTwenty20 in Mumbai
| 9. Dezember Scorecard | Mumbai | Indien 80 (16.2)              | – | England 82-6 (11.2) |
|                       |        | England gewinnt mit 4 Wickets |   |                     |

England gewann den Münzwurf und entschied sich als Feldmannschaft zu beginnen. Als Spielerin des Spiels wurde Charlie Dean ausgezeichnet.

### Drittes WTwenty20 in Mumbai
| 10. Dezember Scorecard | Mumbai | England 126 (20)             | – | Indien 130-5 (19) |
|                        |        | Indien gewinnt mit 5 Wickets |   |                   |

Indien gewann den Münzwurf und entschied sich als Schlagmannschaft zu beginnen. Als Spielerin des Spiels wurde Shreyanka Patil ausgezeichnet.

## Women’s Test in Navi Mumbai
| 14. – 17. Dezember Scorecard | Navi Mumbai | Indien 428 (104.3) & 186-6d (42) | – | England 136 (35.3) & 131 (27.3) |
|                              |             | Indien gewinnt mit 347 Runs      |   |                                 |

Indien gewann den Münzwurf und entschied sich als Schlagmannschaft zu beginnen. Als Spielerin des Spiels wurde Deepti Sharma ausgezeichnet.

## Auszeichnungen

### Player of the Series
Als Player of the Series wurden der folgende Spieler ausgezeichnet.
| Serie | Player of the Series |
| ----- | -------------------- |
| WTest | –                    |
| WT20  | Natalie Sciver-Brunt |

### Player of the Match
Als Player of the Match wurden die folgenden Spielerinnen ausgezeichnet.
| Spiel    | Player of the Match  |
| -------- | -------------------- |
| 1. WTest | Deepti Sharma        |
| 1. WT20  | Natalie Sciver-Brunt |
| 2. WT20  | Charlie Dean         |
| 3. WT20  | Shreyanka Patil      |